# Lückenburg
Lückenburg im Hunsrück ist eine Ortsgemeinde im Landkreis Bernkastel-Wittlich in Rheinland-Pfalz. Sie gehört der Verbandsgemeinde Thalfang am Erbeskopf an.

## Geschichte
Der Ort wurde im Jahr 1274 als Licechenburg erstmals urkundlich erwähnt. Durch die Wirren der Französischen Revolution kam der Ort nach 1794 unter französische Herrschaft und wurde 1815 Teil des Königreichs Preußen. Seit 1946 ist der Ort Teil des Landes Rheinland-Pfalz.
Bis zur kommunalen rheinland-pfälzischen Verwaltungsreform von 1969 gehörte der Hunsrückort zum Landkreis Bernkastel.
Einwohnerentwicklung
Die Entwicklung der Einwohnerzahl von Lückenburg, die Werte von 1871 bis 1987 beruhen auf Volkszählungen:
| Jahr | Einwohner |
| 1815 | 110       |
| 1835 | 152       |
| 1871 | 129       |
| 1905 | 130       |
| 1939 | 124       |

| Jahr | Einwohner |
| 1950 | 128       |
| 1961 | 107       |
| 1970 | 102       |
| 1987 | 91        |
| 2005 | 96        |

## Politik

### Gemeinderat
Der Gemeinderat in Lückenburg besteht aus sechs Ratsmitgliedern, die bei der Kommunalwahl am 9. Juni 2024 in einer Mehrheitswahl gewählt wurden, und dem ehrenamtlichen Ortsbürgermeister als Vorsitzendem.

### Bürgermeister
Stefan Thömmes wurde am 17. Oktober 2019 Ortsbürgermeister von Lückenburg, nachdem er bereits seit dem 11. Juli als neugewählter Erster Beigeordneter die Amtsgeschäfte geführt hatte. Da bei der Direktwahl am 26. Mai 2019 kein Wahlvorschlag eingereicht worden war, hatte die Neuwahl des Bürgermeisters gemäß rheinland-pfälzischer Gemeindeordnung dem Rat oblegen. Bei der Direktwahl am 9. Juni 2024 wurde Stefan Thömmes als einziger Bewerber mit einem Stimmenanteil von 88,7 % für weitere fünf Jahre in seinem Amt bestätigt.
Thömmes' Vorgänger Reiner Roth hatte das Amt seit 1997 bis zum Juli 2019 ausgeübt.

### Wappen
| Wappen von Lückenburg | Blasonierung: „Schild von eingebogener grüner Spitze, darin ein silberner Turm, rechts und links von je zwei silbernen Eichenblättern begleitet, gespalten; vorn in Silber ein rotes Balkenkreuz, hinten in Gold ein blaubewehrter roter Löwe.“ |
| Wappen von Lückenburg | |

## Söhne und Töchter der Gemeinde
- Heinz Renner (1892–1964), Politiker (KPD)